# 24e législature de la Chambre des représentants de Belgique
La 24e législature de la Chambre des représentants de Belgique a commencé le 10 juin 1908 et s'est achevée le 3 mai 1912. Elle s'est tenue sous les gouvernements Schollaert et de Broqueville I. 

## Députés

### Parti catholique (86)
- Auguste Beernaert
- Victor Begerem
- Antoine Borboux
- Émile Boval
- Leon Bruynincx
- Henri Carton de Wiart
- Clément Cartuyvels
- René Colaert
- Henri Colfs
- Gérard Cooreman
- Albert d'Huart
- Jules Dallemagne
- Julien Davignon
- Charles de Broqueville
- Louis de Brouchoven de Bergeyck
- François-Xavier De Bue
- Jean-Baptiste de Ghellinck d'Elseghem
- Jean de Jonghe d'Ardoye
- Robert de Kerchove d'Exaerde
- Émile de Lalieux de La Rocq
- Léon de Lantsheere
- Adolphe de Limburg-Stirum
- Emmanuel de Meester
- Louis De Sadeleer
- François de Schaetzen
- Jean-Baptiste De Winter
- Fernand de Wouters d'Oplinter
- Julien Delbeke
- Victor Delporte
- Ernest Drion du Chapois
- Léon du Bus de Warnaffe
- Henri Duquesne Watelet de la Vinelle
- Gustave Francotte
- Léon Gendebien
- Charles Gillès de Pelichy
- Alphonse Gravis
- Auguste Hamman
- Alphonse Harmignie
- Joris Helleputte
- Adelfons Henderickx
- Winand Heynen
- Joseph Hoÿois
- Léon Hubert
- Auguste Huyshauwer
- Remi Le Paige
- Charles Lefebvre
- Michel Levie
- Julien Liebaert
- Léon Mabille
- Jules Maenhaut van Lemberge
- Jean Maes
- Romain Moyersoen
- Auguste Mélot
- Edmond Nerincx
- Jules Ortegat
- Albert Palmers de Terlaemen
- Augustin Peel
- Louis Petit
- Auguste Pil
- Maurice Pirmez
- Dominique Pitsaer
- Georges Polet
- Prosper Poullet
- Auguste Raemdonck van Megrode
- Jules Renkin
- Ernest Reynaert
- Léon Rosseeuw
- Frans Schollaert
- Paul Segers
- Eugène Standaert
- Joseph Strubbe
- Louis Thienpont
- Léon Théodor
- Émile Tibbaut
- Frans Van Brussel
- Frans Van Cauwelaert
- Florent Van Cauwenbergh
- Justin Van Cleemputte
- Aloys Van de Vyvere
- Félix Van Merris
- Emile Van Reeth
- Arthur Verhaegen
- Alphonse Versteylen
- Amedée Visart de Bocarmé
- Paul Wauwermans
- Charles Woeste

### Parti libéral (44)
- Albert Asou
- Leo Augusteyns
- Pol-Clovis Boël
- Emile Braun
- Émile Buisset
- Adolphe Buyl
- Arthur Buysse
- Émile Capelle
- Raoul Claes
- Fernand Cocq
- Pierre D'hauwer
- Frédéric Delvaux
- Ferdinand Fléchet
- Louis Franck
- Émile Féron
- Jules Giroul
- Eugène Hambursin
- Louis Huysmans
- Paul Hymans
- Paul Janson
- Léon Jourez
- Maurice Lemonnier
- Georges Lorand
- Fulgence Masson
- Adolphe May
- Albert Mechelynck
- Alfred Monville
- Eugène Mullendorff
- Xavier Neujean
- Paul Neven
- Ernest Nolf
- Oswald Ouverleaux
- Camille Ozeray
- Jean Persoons
- Clément Peten
- Jules Rens
- Gustave Royers
- Albert Thooris
- Cesar Van Damme
- Victor Van de Walle
- Herman Van Leynseele
- Charles Van Marcke de Lummen
- Paul Vekemans
- Raoul Warocqué

### Parti socialiste (35)
- Alphonse Allard
- Edouard Anseele
- Nicolas Berloz
- Louis Bertrand
- Joseph Bologne
- Alphonse Brenez
- Jean Caeluwaert
- Ferdinand Cavrot
- Louis Claes
- Jean Dauvister
- August Debunne
- Joseph Dejardin
- Antoine Delporte
- Célestin Demblon
- Hector Denis
- Jules Destrée
- Samuel Donnay
- Léon Furnémont
- Grégoire Horlait
- Georges Hubin
- Camille Huysmans
- Pierre Lambillotte
- Jean-Baptiste Lampens
- Henri Léonard
- Jules Mansart
- Aurèle Maroille
- Léon Meysmans
- Henri Pirard
- Louis Pépin
- Emile Royer
- Jean-Baptiste Schinler
- Modeste Terwagne
- Léon Troclet
- Émile Vandervelde
- Joseph Wauters

### Christene Volkspartij (1)
- Pieter Daens